# Лумбала Н'ґімбо

Лумбала-Нгімбо — комуна Анголи, розташована в провінції Мошико .  